# Западнофраначки анали
Западнофраначки анали или Бертински анали (лат. Annales Bertiniani) су представљали званичну историографију Карла Ћелавог и његових наследника. Вођени су у Ремсу који је био верски центар Франачке. Од 861. до 882. године анале је писао Хинкмар надбискуп Ремса. Њега је у раду наследио Флодоард од 919. до 966.